# 宮田亜紀
宮田 亜紀（みやた あき、1976年（昭和51年）4月14日 - ）は、日本の女優。大阪府出身。

## 出演

### テレビドラマ
- スパイ道第1シリーズ 「史上2番目の作戦」、「子連れスパイ 空飛ぶ大五郎」（2005年）
- スパイ道「女スパイ編」第2シリーズ 「道暗号解読スパイ」、「ミニチカ死後のスパイ」（2006年）
- ショートフィルム道　スパイ道（2007年4月8日 - 4月22日）
- 劇場霊からの招待状 第7話(2015年10月、TBS）-　カンダ　役
- 世にも奇妙な物語25th anniversary（2015年11月28日放送、フジテレビ）-「事故物件」（中田秀夫監督）

### 映画
- 月へ行く（2001年6月22日公開） - 柿の木坂タマエ 役
- 桶屋（2001年6月22日公開） - ロビン 役
- CH4 メタン（2002年公開）
- 刑事まつり『夫婦刑事』（2003年1月11日公開）
- 帰ってきた　刑事まつり 子連れ刑事大五郎！　あばれ火祭り（2003年3月22日公開）
- ホラ〜番長シリーズ『ソドムの市』（2004年10月16日公開） - 主演・俎渡海キャサリン 役
- おんなは風林火山（2004年、浦井崇監督）
- 電脳刑事まつり『続　夫婦刑事2』（2005年4月2日公開）
- 新人刑事まつり『伊達ハリー』（2005年4月19日公開）
- 夢十夜　海賊版　第八夜（2007年3月3日公開）
- 接吻（2008年3月8日公開）
- 狂気の海（2008年6月28日公開）
- シャーリーの転落人生 シャーリーの好色人生（2009年4月11日公開） - 根本江梨子 役
- タートル・マウンテン（2009年、とちかねたくま監督）
- 葉子の結婚（土曜日）（2009年、万田邦敏監督）
- 正当防衛（2011年9月26日公開）
- kasanegafuti（2012年5月12日公開、西山洋市監督）
- 先生を流産させる会（2012年5月26日公開、内藤瑛亮監督） - 並木佐和子 役
- 雨の日はしおりちゃん家（2013年5月11日公開、森田亜紀監督）
- 蒼白者 A Pale Woman（2013年6月8日公開、常本琢招監督）
- リカとルカ（2013年10月6日公開、森崎裕司監督）
- ハダカの美奈子（2013年11月9日公開、森岡利行監督）
- 坂本君は見た目だけが真面目（2014年3月15日公開、大工原正樹監督） - 坂本の母親　役
- BADS（2015年、宮崎大祐監督）
- ファーストアルバム（2016年、頃安祐良監督）
- CINEMA FIGHTERS　-「色のない洋服店」（2018年1月26日公開）
- 許された子どもたち（2020年、内藤瑛亮監督） - 婦警 役

### オリジナルビデオ
- 心霊調査班レポート　実際に起こった！最恐の心霊現象（2005年）
- まいっちんぐマチコ！ビギンズ（2005年、鈴木浩介監督）
- くりいむレモン いけないマコちゃん（2007年）
- ほんとうにあった怖い話 第二十六夜 「夜の車」（2013年、菊地正和監督）

### ウェブ
- 893239（2006年）
- 代償　第一話（2016年11月、Hulu）

### ミュージックビデオ
- WORDS KILL PEOPLE（うみのて）
- 翌日（あらかじめ決められた恋人たちへ）